# Österrikes förbundskansler
Österrikes förbundskansler (tyska: Bundeskanzler Österreichs) är ordförande i Österrikes regering. Förbundskanslern utses av förbundspresidenten och kan även entledigas av förbundspresidenten. Efter ett misstroendevotum mot förbundskanslern i nationalrådet måste han eller hon entledigas. Ämbetet inrättades den 12 november 1918.
Förbundskanslern leder som ”primus inter pares” (d.v.s. den förste bland ranglika) regeringens möten, men har inte rätten att ge direktiv till ministrarna eller bestämma deras politik. I första hand utövar förbundskanslern en koordinations- och kontrollverksamhet. Förbundskanslern har däremot rätten att föreslå minister för förbundspresidenten till utnämning och entledigande vilket ger personen i fråga en stark ställning inom regeringen. Men i den politiska verkligheten finns det vissa begränsningar när det gäller personalkompentensen, framför allt i koalitionsregeringar där det är praxis att koalitionpartiernas ministrar väljs av respektive ledare i regeringen (förbundskansler respektive vicekansler). 
Christian Stocker är sedan den 3 mars 2025 förbundskansler.

## Österrikes förbundskanslerer
| Första republikens förbundskanslerer                                                            | Första republikens förbundskanslerer | Första republikens förbundskanslerer | Första republikens förbundskanslerer | Första republikens förbundskanslerer | Första republikens förbundskanslerer | Första republikens förbundskanslerer | Första republikens förbundskanslerer | Första republikens förbundskanslerer                        |
| Nr                                                                                              | Porträtt                             | Förbundskansler (Född–Död)           | Tillträde                            | Frånträde                            | Varaktighet                          | Politiskt parti                      | Politiskt parti                      | Regering                                                    |
| ----------------------------------------------------------------------------------------------- | ------------------------------------ | ------------------------------------ | ------------------------------------ | ------------------------------------ | ------------------------------------ | ------------------------------------ | ------------------------------------ | ----------------------------------------------------------- |
| 1                                                                                               |                                      | Karl Renner (1870–1950)              | 12 november 1918                     | 7 juli 1920                          | 1 år och 238 dagar                   |                                      | SPÖ                                  | Renner I – II – III SPÖ – CS – GDVP                         |
| 2                                                                                               |                                      | Michael Mayr (1864–1922)             | 7 juli 1920                          | 21 juni 1921                         | 0 år och 349 dagar                   |                                      | CS                                   | Mayr I – II CS – SPÖ                                        |
| 3                                                                                               |                                      | Johann Schober (1874–1932)           | 21 juni 1921                         | 26 januari 1922                      | 0 år och 219 dagar                   |                                      | Partilös                             | Schober I CS – GDVP                                         |
| 4                                                                                               |                                      | Walter Breisky (1871–1944)           | 26 januari 1922                      | 27 januari 1922                      | 0 år och 1 dag                       |                                      | CS                                   | Schober I CS                                                |
| (3)                                                                                             |                                      | Johann Schober (1874–1932)           | 27 januari 1922                      | 31 maj 1922                          | 0 år och 124 dagar                   |                                      | Partilös                             | Schober II CS                                               |
| 5                                                                                               |                                      | Ignaz Seipel (1876–1932)             | 31 maj 1922                          | 20 november 1924                     | 2 år och 173 dagar                   |                                      | CS                                   | Seipel I – II – III CS – GDVP                               |
| 6                                                                                               |                                      | Rudolf Ramek (1881–1941)             | 20 november 1924                     | 20 oktober 1926                      | 1 år och 334 dagar                   |                                      | CS                                   | Ramek CS – GDVP                                             |
| (5)                                                                                             |                                      | Ignaz Seipel (1876–1932)             | 20 oktober 1926                      | 4 maj 1929                           | 2 år och 196 dagar                   |                                      | CS                                   | Seipel IV CS – GDVP – Land                                  |
| 7                                                                                               |                                      | Ernst Streeruwitz (1874–1952)        | 4 maj 1929                           | 26 september 1929                    | 0 år och 145 dagar                   |                                      | CS                                   | Streeruwitz CS – Land                                       |
| (3)                                                                                             |                                      | Johann Schober (1874–1932)           | 26 september 1929                    | 30 september 1930                    | 1 år och 4 dagar                     |                                      | Partilös                             | Schober III CS                                              |
| 8                                                                                               |                                      | Carl Vaugoin (1873–1949)             | 30 september 1930                    | 4 december 1930                      | 0 år och 65 dagar                    |                                      | CS                                   | Vaugoin CS                                                  |
| 9                                                                                               |                                      | Otto Ender (1875–1960)               | 4 december 1930                      | 20 juni 1931                         | 0 år och 198 dagar                   |                                      | CS                                   | Ender CS                                                    |
| 10                                                                                              |                                      | Karl Buresch (1878–1936)             | 20 juni 1931                         | 20 maj 1932                          | 0 år och 335 dagar                   |                                      | CS                                   | Buresch CS – Land                                           |
| 11                                                                                              |                                      | Engelbert Dollfuss (1892–1934)       | 20 maj 1932                          | 1 maj 1934                           | 1 år och 346 dagar                   |                                      | CS Fosterländska fronten             | Dollfuss CS – Land – Heimat                                 |
| Förbundsstaten Österrikes förbundskanslerer                                                     |                                      |                                      |                                      |                                      |                                      |                                      |                                      |                                                             |
| Nr                                                                                              | Porträtt                             | Förbundskansler (Född–Död)           | Tillträde                            | Frånträde                            | Varaktighet                          | Politiskt parti                      | Politiskt parti                      | Regering                                                    |
| (11)                                                                                            |                                      | Engelbert Dollfuss (1892–1934)       | 1 maj 1934                           | 25 juli 1934 †                       | 0 år och 85 dagar                    |                                      | Fosterländska fronten                | Dollfuss                                                    |
| 12                                                                                              |                                      | Kurt Schuschnigg (1897–1977)         | 29 juli 1934                         | 11 mars 1938                         | 3 år och 229 dagar                   |                                      | Fosterländska fronten                | Schuschnigg                                                 |
| 13                                                                                              |                                      | Arthur Seyss-Inquart (1892–1946)     | 11 mars 1938                         | 13 mars 1938                         | 0 år och 2 dagar                     |                                      | NSDAP                                | Seyss-Inquart                                               |
| Österrike annekteras av Nazityskland år 1938. Landet återfår sedan sin självständighet år 1945. |                                      |                                      |                                      |                                      |                                      |                                      |                                      |                                                             |
| Andra republikens förbundskanslerer                                                             |                                      |                                      |                                      |                                      |                                      |                                      |                                      |                                                             |
| Nr                                                                                              | Porträtt                             | Förbundskansler (Född–Död)           | Tillträde                            | Frånträde                            | Varaktighet                          | Politiskt parti                      | Politiskt parti                      | Regering                                                    |
| (1)                                                                                             |                                      | Karl Renner (1870–1950)              | 27 april 1945                        | 20 december 1945                     | 0 år och 237 dagar                   |                                      | SPÖ                                  | Renner IV SPÖ – ÖVP – KPÖ                                   |
| 14                                                                                              |                                      | Leopold Figl (1902–1965)             | 20 december 1945                     | 25 februari 1953                     | 7 år och 67 dagar                    |                                      | ÖVP                                  | Figl I ÖVP – SPÖ – KPÖ Figl II – III ÖVP – SPÖ              |
| 15                                                                                              |                                      | Julius Raab (1891–1964)              | 2 april 1953                         | 11 april 1961                        | 8 år och 45 dagar                    |                                      | ÖVP                                  | Raab I – II – III – IV ÖVP – SPÖ                            |
| 16                                                                                              |                                      | Alfons Gorbach (1898–1972)           | 11 april 1961                        | 2 april 1964                         | 2 år och 357 dagar                   |                                      | ÖVP                                  | Gorbach I – II ÖVP – SPÖ                                    |
| 17                                                                                              |                                      | Josef Klaus (1910–2001)              | 2 april 1964                         | 3 mars 1970                          | 5 år och 335 dagar                   |                                      | ÖVP                                  | Klaus I ÖVP – SPÖ Klaus II ÖVP                              |
| 18                                                                                              |                                      | Bruno Kreisky (1911–1990)            | 21 april 1970                        | 24 april 1983                        | 13 år och 3 dagar                    |                                      | SPÖ                                  | Kreisky I – II – III – IV SPÖ                               |
| 19                                                                                              |                                      | Fred Sinowatz (1929–2008)            | 24 maj 1983                          | 16 juni 1986                         | 3 år och 53 dagar                    |                                      | SPÖ                                  | Sinowatz SPÖ – FPÖ                                          |
| 20                                                                                              |                                      | Franz Vranitzky (född 1937)          | 16 juni 1986                         | 20 januari 1997                      | 10 år och 218 dagar                  |                                      | SPÖ                                  | Vranitzky I SPÖ – FPÖ Vranitzky II – III – IV – V SPÖ – ÖVP |
| 21                                                                                              |                                      | Viktor Klima (född 1947)             | 28 januari 1997                      | 4 februari 2000                      | 3 år och 7 dagar                     |                                      | SPÖ                                  | Klima SPÖ – ÖVP                                             |
| 22                                                                                              |                                      | Wolfgang Schüssel (född 1945)        | 4 februari 2000                      | 11 januari 2007                      | 6 år och 341 dagar                   |                                      | ÖVP                                  | Schüssel I ÖVP – FPÖ Schüssel II ÖVP – FPÖ – BZÖ            |
| 23                                                                                              |                                      | Alfred Gusenbauer (född 1960)        | 11 januari 2007                      | 2 december 2008                      | 1 år och 326 dagar                   |                                      | SPÖ                                  | Gusenbauer SPÖ – ÖVP                                        |
| 24                                                                                              |                                      | Werner Faymann (född 1960)           | 2 december 2008                      | 9 maj 2016                           | 7 år och 159 dagar                   |                                      | SPÖ                                  | Faymann I – II SPÖ – ÖVP                                    |
| 25                                                                                              |                                      | Christian Kern (född 1966)           | 17 maj 2016                          | 18 december 2017                     | 1 år och 215 dagar                   |                                      | SPÖ                                  | Kern SPÖ – ÖVP                                              |
| 26                                                                                              |                                      | Sebastian Kurz (född 1986)           | 18 december 2017                     | 28 maj 2019                          | 1 år och 161 dagar                   |                                      | ÖVP                                  | Kurz I ÖVP – FPÖ                                            |
| 27                                                                                              |                                      | Brigitte Bierlein (1949–2024)        | 3 juni 2019                          | 7 januari 2020                       | 0 år och 218 dagar                   |                                      | Partilös                             | Bierlein                                                    |
| (26)                                                                                            |                                      | Sebastian Kurz (född 1986)           | 7 januari 2020                       | 11 oktober 2021                      | 1 år och 277 dagar                   |                                      | ÖVP                                  | Kurz II ÖVP – GRÜNE                                         |
| 28                                                                                              |                                      | Alexander Schallenberg (född 1969)   | 11 oktober 2021                      | 6 december 2021                      | 0 år och 56 dagar                    |                                      | ÖVP                                  | Schallenberg ÖVP – GRÜNE                                    |
| 29                                                                                              |                                      | Karl Nehammer (född 1972)            | 6 december 2021                      | 10 januari 2025                      | 3 år och 35 dagar                    |                                      | ÖVP                                  | Nehammer ÖVP – GRÜNE                                        |
| 30                                                                                              |                                      | Christian Stocker (född 1960)        | 3 mars 2025                          | nuvarande                            | 0 år och 11 dagar                    |                                      | ÖVP                                  | Stocker ÖVP – SPÖ – NEOS                                    |